# Cojedes
Cojedes és un dels 23 estats en què és dividida Veneçuela. La capital de l'estat és San Carlos.

## Municipis
1. Anzoátegui (Cojedes)
2. El Pao de San Juan Bautista (El Pao)
3. Falcón (Tinaquillo)
4. Girardot (El Baúl)
5. Lima Blanco (Macapo)
6. Ricaurte (Libertad)
7. Rómulo Gallegos (Las Vegas)
8. San Carlos de Austria (San Carlos)
9. Tinaco (Tinaco)